# 北雷丁顿海滩 (佛罗里达州)
北雷丁顿海滩（英語：North Redington Beach），是美国佛罗里达州皮尼拉斯縣下属的一座城镇。建立于1953年。面积约为2.7平方公里（约合1平方英里）。根据2010年美国人口普查，该市有人口1,474人。论人口在本州排行第310。